# KF Ferizaj
Actualités
Le Klubi Futbollistik Ferizaj est un club de football de la Super Liga kosovare fondé en 1923, et basé à Ferizaj.

## Histoire
On considère que le club actuel est le successeur d'un club de football et sportif qui avait été actif dans la ville de Ferizaj depuis 1923, Borci qui était le club original sur lequel KF Ferizaj est issu.
Le club a atteint deux fois la finale de la Coupe du Kosovo, en 2012 et en 2013.